# Naturschutzgebiet Romberg
Das Naturschutzgebiet Romberg mit einer Größe von 19,7 ha liegt östlich von Brilon. Das Gebiet wurde 2008 mit dem Landschaftsplan Briloner Hochfläche durch den Hochsauerlandkreis als Naturschutzgebiet (NSG) ausgewiesen. Es ist eines von 31 Naturschutzgebieten in Brilon, welche zur Gruppe der Kalkkuppen mit speziellen Verboten gehören. Eine kleine Teilfläche des NSG gehört zum FFH-Gebiet Kalkkuppen bei Brilon (DE 4617-303).

## Gebietsbeschreibung
Beim NSG handelt es sich um die beiden Bergkuppen Romberg und Kleine Romberg. An beiden Kuppen treten Felsen offen zu Tage. Am Großer Tettler erreichen die Felsen eine Höhe von bis zu vier Meter. Das NSG wird überwiegend von einem Rotbuchenwald bedeckt.
Das Landesamt für Natur, Umwelt und Verbraucherschutz Nordrhein-Westfalen dokumentierte Pflanzenarten wie Aronstab, Braunstieliger Streifenfarn, Christophskraut, Frauenfarn, Fuchssches Greiskraut, Gewöhnliche Goldnessel, Gewöhnlicher Tüpfelfarn, Gewöhnlicher Wurmfarn, Großes Hexenkraut, Mauerlattich, Mauerraute, Nesselblättrige Glockenblume, Quirl-Weißwurz, Wald-Bingelkraut, Wald-Labkraut, Wald-Veilchen, Wald-Ziest, Waldmeister, Wiesen-Schlüsselblume, Wildes Silberblatt und Zerbrechlicher Blasenfarn. 

## Schutzzweck
Wie bei allen Naturschutzgebieten in Deutschland wurde in der Schutzausweisung darauf hingewiesen, dass das Gebiet „wegen der Seltenheit, besonderen Eigenart und Schönheit des Gebietes“ zum Naturschutzgebiet wurde. Der Landschaftsplan führt zum Schutzzweck auf: „Erhaltung und Optimierung von artenreichen Kalkbuchen- und Schluchtwaldgesellschaften sowie natürlichen und sekundären Felsbiotopen als Lebensräume von tlw. seltenen und gefährdeten Tier- und Pflanzenarten sowie als wichtige Teilflächen im regionalen Verbund ähnlicher Biotopstrukturen; Schutz von Relikten alten Bergbaus aus landeskundlichen sowie einer Bruchwand aus geowissenschaftlichen Gründen; Sicherung der Kohärenz und Umsetzung des europäischen Schutzgebietssystems ‚Natura 2000‘.“

## Verbote
Zu den normalen Verboten in Naturschutzgebieten kommen beim NSG Romberg wie bei den anderen 30 Kalkkuppen zusätzliche Verbote hinzu. Es ist verboten, die Kalkkuppen zu düngen, zu walzen und zu schleppen. Es dürfen nicht mehr als zwei Großvieheinheiten pro Hektar gleichzeitig weiden. Ferner darf erst ab dem 1. Juli eines Jahres gemäht werden.